# Eichelberg (Wilhelmsthal)
Eichelberg ist ein Gemeindeteil der Gemeinde Wilhelmsthal im Landkreis Kronach (Oberfranken, Bayern).

## Geographie
Die Einöde liegt auf einem Bergrücken und ist allseits von Wald umgeben, im Süden Schafhut genannt. Ein Wirtschaftsweg führt nach Grössau (1,9 km nordwestlich) bzw. nach Schafhut (0,8 km südlich).

## Geschichte
Gegen Ende des 18. Jahrhunderts gab es in Eichelberg ein Anwesen. Das Hochgericht übte das bambergische Centamt Kronach aus. Die Grundherrschaft über den Einödgehöft hatte das Kastenamt Kronach.
Mit dem Gemeindeedikt wurde Eichelberg dem 1808 gebildeten Steuerdistrikt Posseck und der 1818 gebildeten Ruralgemeinde Grössau zugewiesen. Am 1. Januar 1974 wurde Eichelberg im Zuge der Gebietsreform in Bayern in die Gemeinde Pressig eingegliedert. Am 1. Januar 1976 erfolgte die Umgliederung in die Gemeinde Steinberg, die ihrerseits am 1. Mai 1978 in die Gemeinde Wilhelmsthal eingegliedert wurde.

### Einwohnerentwicklung
| Jahr      | 001818 | 001861 | 001871 | 001885 | 001900 | 001925 | 001950 | 001961 | 001970 | 001987 |
| Einwohner |        | 7      | 6      | 5      | 2      | 3      | 7      | 7      | 8      | 4      |
| Häuser    | 1      |        |        | 1      | 1      | 1      | 1      | 1      |        | 1      |
| Quelle    | [ 5 ]  | [ 7 ]  | [ 8 ]  | [ 9 ]  | [ 10 ] | [ 11 ] | [ 12 ] | [ 13 ] | [ 14 ] | [ 1 ]  |

## Religion
Der Ort ist römisch-katholisch geprägt und nach St. Johannes der Evangelist in Posseck gepfarrt.